# Troisième ton (lettre)
Cette page contient des caractères spéciaux ou non latins. S’ils s’affichent mal (▯, ?, etc.), consultez la page d’aide Unicode.
З (minuscule з), appelé troisième ton, est une lettre additionnelle qui était utilisée dans l’alphabet mixte du zhuang de 1957 à 1982.

## Linguistique
З représente le troisième ton (représenté par ˥ dans l'alphabet phonétique international). Elle fut remplacée en 1982 par la lettre J.

## Graphie
La graphie de cette lettre ressemble à la lettre cyrillique zé З dont elle est dérivée.

## Représentation informatique
La lettre troisième ton n’a pas de caractères Unicode qui lui sont propres et est représentée avec les caractères de la lettre cyrillique zé З.